# Юрбес (Верхний Рейн)
Юрбес (фр. Urbès) — коммуна на северо-востоке Франции в регионе Гранд-Эст (бывший Эльзас — Шампань — Арденны — Лотарингия), департамент Верхний Рейн, округ Тан — Гебвиллер, кантон Серне. До марта 2015 года коммуна административно входила в состав упразднённого кантона Сент-Амарен (округ Тан).
Площадь коммуны — 12,68 км², население — 487 человек (2006) с тенденцией к снижению: 450 человек (2012), плотность населения — 35,5 чел/км².

## Население
Численность населения коммуны в 2011 году составляла 457 человек, а в 2012 году — 450 человек.
| 1962 | 1968 | 1975 | 1982 | 1990 | 1999 | 2004 | 2006 | 2008 | 2009 | 2011 | 2012 |
| ---- | ---- | ---- | ---- | ---- | ---- | ---- | ---- | ---- | ---- | ---- | ---- |
| 613  | 562  | 541  | 493  | 502  | 486  | 473  | 487  | 474  | 467  | 457  | 450  |

Динамика населения:

## Экономика
В 2010 году из 279 человек трудоспособного возраста (от 15 до 64 лет) 205 были экономически активными, 74 — неактивными (показатель активности 73,5 %, в 1999 году — 73,8 %). Из 205 активных трудоспособных жителей работали 186 человек (104 мужчины и 82 женщины), 19 числились безработными (6 мужчин и 13 женщин). Среди 74 трудоспособных неактивных граждан 15 были учениками либо студентами, 42 — пенсионерами, а ещё 17 — были неактивны в силу других причин.
На протяжении 2011 года в коммуне числилось 187 облагаемых налогом домохозяйств, в которых проживало 450 человек. При этом медиана доходов составила 19255,5 евро на одного налогоплательщика.

## Достопримечательности (фотогалерея)
- Церковь (1847)
- Колокольня
- Виадук